# Reka (rzeka)
Reka (inaczej Notranjska Reka) – rzeka w zachodniej Chorwacji, południowo-zachodniej Słowenii i północno-wschodniej części Włoch. Ma długość ok. 54 km, powierzchnie zlewni 360 km² i średni przepływ wynoszący 7,8 m³/s.

## Przebieg i opis

### PrzedJaskiniami Szkocjańskimi
Rzeka bierze swój początek w kilku małych źródłach w okolicach granicy chorwacko-słoweńskiej, a następnie płynie wąskim, zalesionym wąwozem na zachód, ale szybko skręca na północny zachód. Dolina jest początkowo wąska i prawie całkowicie niezamieszkana, dopiero tuż przed Zabičami dno doliny rozszerza się wzdłuż rzeki, tworząc mniejszą kotlinę u podnóża Snežnika. W Trpčane dolina nieznacznie się zwęża, a następnie rzeka płynie aż do Dolnji Zemon, wzdłuż południowo-zachodniego krańca równiny, która jest w większości użytkowana rolniczo, z wyjątkiem odcinka wzdłuż rzeki, gdzie dominują łąki. Przepływa obok Ilirskiej Bistricy wzdłuż centralnego dna Kotliny Bistrickiej i tutaj przyjmuje dwa największe dopływy: z lewej strony Molję, która wypływa z południa, oraz krasowy potok Bistrica, który wypływa silnym wypływem krasowym na końcu krótkiej, szczytowej doliny tuż nad Ilirską Bistricą.
W Topolcu zaczyna się ponad 20-kilometrowa, stosunkowo wąska dolina, która jedynie w niektórych miejscach nieznacznie się rozszerza i którą rzeka głęboko wyżłobiła w skałach fliszowych między pagórkowatym Brkini na południu a niskimi wzgórzami fliszowymi na północ od niej. Po obu stronach do Reki wpływają liczne małe strumienie z krótkich i stromych wąwozów, które latem i zimą zaopatrują ją w bardzo mało wody, a nawet wysychają. Głównymi dopływami w tej części doliny są: Podstenjšek i Sušica z prawej strony, oraz Posrtev i Padež z lewej strony.
Kiedy Reka przechodzi z nieprzepuszczalnych skał fliszowych do przepuszczalnych wapieni paleogeńskich, charakter doliny ulega zmianie: w Gornje Vremi Reka wpływa do szerszej Vremskiej Doliny, która pod względem ukształtowania jest największą ślepą doliną w Słowenii. Gdy tylko Reka wpływa do wapieni, zaczyna tracić wodę, a czasami w jej korycie otwiera się duża gardziel, przez co rzeka wysycha, a jej koryto pozostaje suche aż do Jaskiń Škocjan. Zdarzało się to również w przeszłości, a miejscowi młynarze musieli regularnie zatykać takie gardziele, a także zniknięcie Reki 11 lub 12 września 1982 r., kiedy to całkowicie wpłynęła do rozpadliny o głębokości ponad 20 m. Po ulewnych deszczach 1 października 1982 roku wezbrana Reka wypełniła wąwóz żwirem i ponownie wypłynęła na powierzchnię do leja krasowego w Jaskiniach Škocjańskich.
W Dolinie Vremskiej Reka płynie o 10–15 m niżej niż szersze wyrównywanie dna doliny, na którym znajdują się wieś Vremski Britof. Poniżej Famlja dolina szybko zwęża się w kanion o głębokości 60–100 m, a najwęższy znajduje się poniżej pozostałości dawnego zamku Školj. Nieco wcześniej wąska dolina potoku Sušica wpływa do kanionu z lewej strony, ale przez większość roku nie ma w niej wody. Po następnym kilometrze rzeka ostatecznie znika w Jaskiniach Škocjanskich na wysokości 269 m.

### W Jaskiniach Szkocjańskich

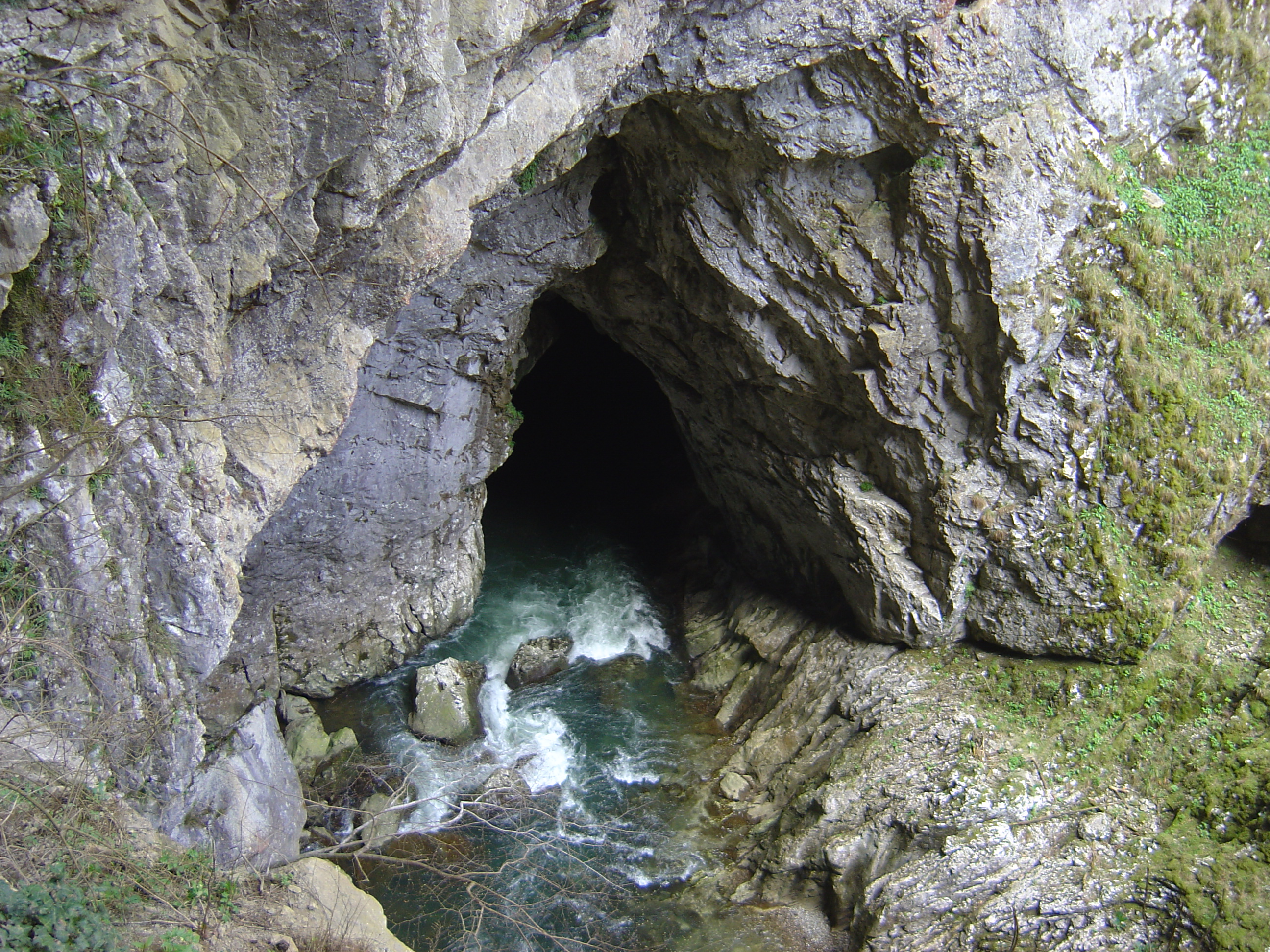
Rzeka uchodząca do Jaskiń Szkocjańskich

Rzeka płynie pod powierzchnią najpierw przez podziemny kanion o długości 2,6 km, szerokości 10–60 m i wysokości do 146 m, zwany również Šumeča jama; jego najwęższym odcinkiem jest Kanion Hankego. Dzisiejsza trasa turystyczna z Tiha jama prowadzi przez niego, przez most Cerkvenik do Hali Schmidla i wyjścia na dnie Doliny Wielkiej. Tuż przed mostem kierunek przepływu zmienia się z południowego zachodu na północny zachód. Początkowo woda przepływa wąskim kanionem, ale przed ostatecznym syfonem rozszerza się ponownie do Hali Martela, która jest największą znaną do tej pory podziemną jamą w Słowenii i jedną z największych na świecie o objętości 2,2 miliona m³ (308 m długości, do 123 m szerokości i do 146 m wysokości). Około 160 metrów dalej tunel wodny kończy się wypompowanym Jeziorem Martwym na wysokości 214 m n.p.m., skąd rzeka kontynuuje swój podziemny bieg w kierunku źródeł Timavy.
Około 3,2 km na północny zachód znajduje się wejście do Kačnej Jamy w dość dużym leju krasowym, w którym w 1972 roku grotołazi z Logi po raz pierwszy dotarli do dolnego poziomu jaskini z podziemnym biegiem Reki na wysokości około 180 m (250 m pod powierzchnią).
W tym odcinku Reka prawdopodobnie płynie kilkoma podziemnymi kanałami, a dalej ku źródłom Timavy rozgałęzia się jeszcze bardziej, tak że grotołazi napotkali ją w kilku kolejnych miejscach. Jeszcze przed I wojną światową dotarli do podziemnego nurtu Reki w jaskini Labodnica (wł. Abisso di Trebiciano), tuż za granicą państwową w pobliżu miejscowości Trebče, gdzie rzeka płynie na wysokości 12 m n. p. m. (320 m pod powierzchnią). W listopadzie 1999 roku włoscy grotołazi dotarli do odnogi podziemnej rzeki w jaskini Lazar Jerko w pobliżu Monrupiny na głębokości 298 m.
12 grudnia 2003 roku, po długim okresie kopania, grotołazom z Sežany udało się dotrzeć do podziemnej Reki w Jaskini w Kanjaduce niedaleko Sežany. Drogę do podziemi wskazała im jedna z licznych rurek, z których mocno wieje ciepłe powietrze, gdy woda wypiera powietrze z podziemnych tuneli wraz ze wzrostem przepływu Reki. Grotołazom z Sežany udało się to ostatecznie w przepaści w dolinie Stršinkna w pobliżu wsi Orlek, gdzie 10 stycznia 2004 roku dotarli do podziemnego przepływu Reki na głębokości 340 m. Badania speleologiczne trwają i oczekuje się, że wydmuchy spod ziemi ujawnią nowe ścieżki prowadzące do podziemnej Reki.

### Po Jaskiniach Szkocjańskich
Kontynuowane eksperymenty dowiodły jeszcze przed II wojną światową, że wody Reki ponownie wypływają na powierzchnię w źródłach Timavy w pobliżu San giovanni di Duino. Pozostała część wody Reki najprawdopodobniej wypływa na powierzchnię w podwodnych źródłach (różanach) w pobliżu Aurisiny.